# Banco Base de Semillas

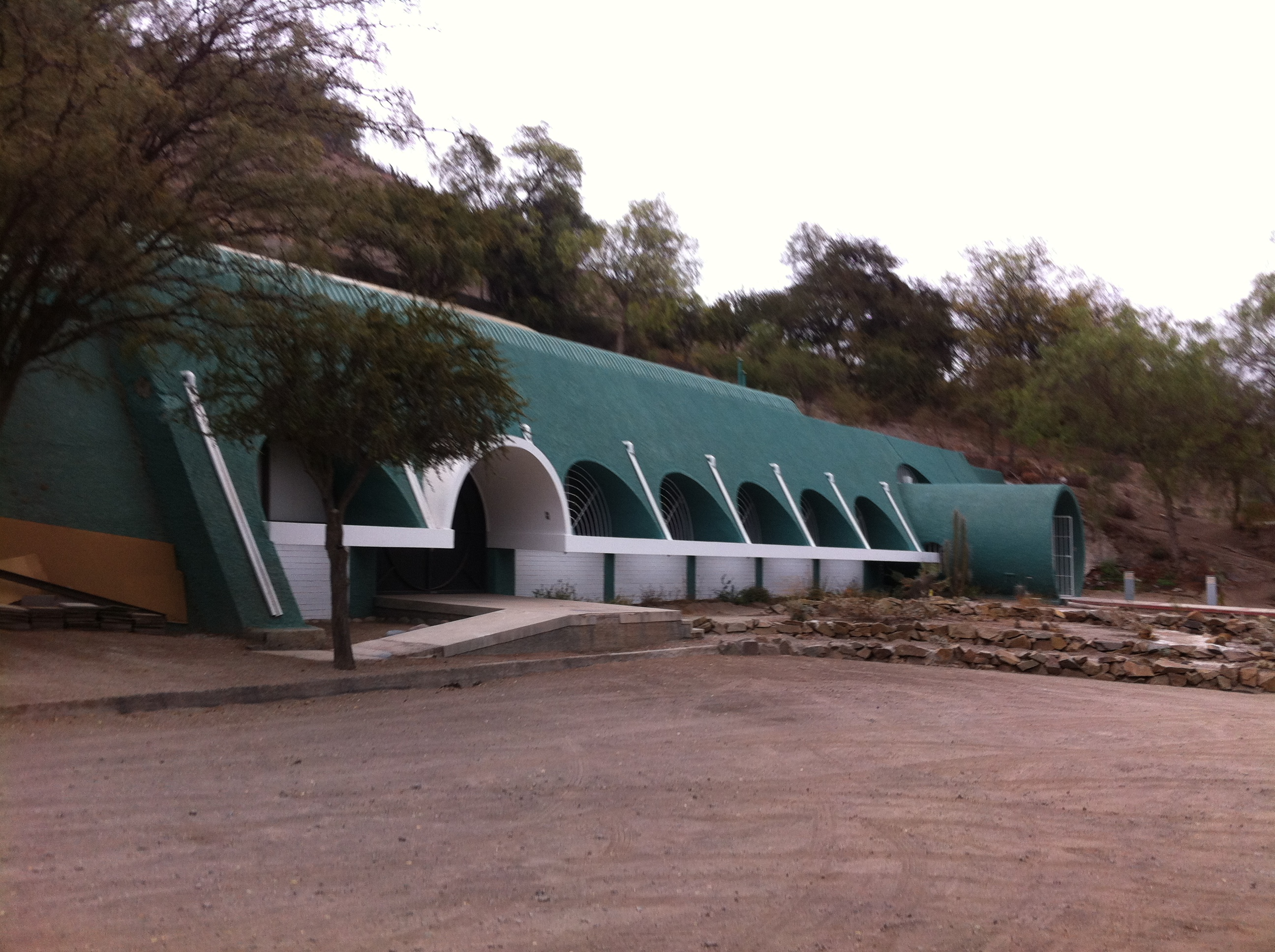
Banco base de Semillas ubicado en Vicuña.

Banco Base de Semillas es el centro de conservación de semillas, o banco de germoplasma,  más importantes de Chile en términos de infraestructura y número de especies conservadas. Según el Informe Mundial sobre Recursos Genéticos de la FAO (1996) el Banco Base de Semillas de Chile es uno de los tres más confiables, en términos de conservación, en América Latina y el Caribe. Está ubicado en el Centro Experimental de Vicuña, dependiente del INIA, en la Región de Coquimbo. El Banco fue diseñado para soportar catástrofes sísmicas y de operación, contando con equipos duplicados de conservación y generadores eléctricos.    

## Proyecto
Construido en 1991 en el marco del Programa de Recursos Genéticos del INIA, con la misión la curaduría del patrimonio genético de Chile. Desde el 2001, el Banco Base de Semillas forma parte de un proyecto impulsado por el Royal Botanic Gardens Kew del Reino Unido con el aporte del INIA. El eje fundamental del proyecto es, a largo plazo, colectar y conservar la diversidad genética de las plantas nativas de Chile, poniendo énfasis especial en las especies endémicas y las que están en riesgo de extinción en las zonas desérticas y mediterráneas de Chile.  Las instalaciones del Banco cubren un área de 230 [m²], espacio que permite almacenar unas 50.000 muestras durante más de 50 años.

## Semillas recolectadas
Las semillas que pasan a formar parte de la colección del banco son recolectadas desde su ubicación original de acuerdo a un protocolo que permite obtener muestras representativas de la diversidad genética y disminuir a su mínima expresión el impacto en las poblaciones vegetales. Luego las semillas son clasificadas según su especie, las condiciones de hábitat, el lugar de donde fue tomada la muestra y otra información que se considere importante para el proceso de clasificación. Las semillas así recolectadas son limpiadas, secadas y mantenidas a bajas temperatura, en el caso del Banco Base de Semillas, son conservadas a -18 °C y a un 15% de Humedad Relativa. Un duplicado de las muestras que se mantienen en el Banco de Vicuña son enviadas al banco de semillas del RBG Kew. 
Actualmente la colección consiste especialmente en especies de cereales, forrajeras, frutales, tubérculos, hortalizas, leguminosas, medicinales, oleaginosas y especies silvestres.

## Importancia
El proyecto del cual es parte el Banco Base de Semillas no sólo tiene como objetivo el almacenamiento de diversidad genética, también es base para la investigación de sustentabilidad de cultivos y el desarrollo de nuevas variedades de vegetales o la reincorporación de especies en lugares donde se les cree extintas. 